# Oreochromis mortimeri
Oreochromis mortimeri är en fiskart som först beskrevs av Trewavas, 1966.  Oreochromis mortimeri ingår i släktet Oreochromis och familjen Cichlidae. IUCN kategoriserar arten globalt som akut hotad. Inga underarter finns listade i Catalogue of Life.